# Sebastian Fitzek
Sebastian Fitzek (też pod ps. „Max Rhode”; ur. 13 października 1971 w Berlinie) – niemiecki pisarz i dziennikarz, autor thrillerów psychologicznych.

## Życiorys
Urodził się w Berlinie jako syn dyrektora liceum i nauczycielki języka niemieckiego. Po ukończeniu szkoły zaczął studiować weterynarię na Wolnym Uniwersytecie Berlińskim, jednak po trzech miesiącach zrezygnował z niej. Ostatecznie wybrał studia prawnicze na Uniwersytecie Humboldtów, które ukończył w stopniu doktora nauk prawnych (specjalizacja w prawie autorskim). Przez kilka lat pracował w radiu, gdzie pełnił różne role, m.in. redaktora naczelnego w Berliner Rundfunk oraz dyrektora programowego w berlińskim radiu 104,6 RTL.
Obecnie mieszka w Berlinie, ma trójkę dzieci. W 2019 roku ogłosił swoje rozstanie z ówczesną żoną, Sandrą.
W 2018 roku Sebastan Fitzek ufundował nagrodę Victor Crime Award, która ma być przyznawana co dwa lata „nowym głosom” w literaturze sensacyjnej i kryminalnej. Wartość nagrody wynosi 6666 euro. Pierwszą laureatką nagrody została wiedeńska pisarka Michaela Kastel za powieść So dunkel der Wald.

## Thrillery psychologiczne
Sebastian Fitzek jest autorem bestsellerowych thrillerów psychologicznych. Zadebiutował w 2006 roku powieścią Terapia, która sprzedała się w ośmiu milionach egzemplarzy. Na pomysł fabuły tej książki autor wpadł w 2000 roku podczas oczekiwania na swoją partnerkę, która była u ortopedy. Książka zanim została wydana, wielokrotnie była odrzucana przez wydawców i ponowne redagowana przez pisarza.
W niemieckiej krytyce literackiej pojawiają się różne głosy odnośnie do twórczości Sebastiana Fitzka, z jednej strony chwali się go za „przekraczanie granic wyobraźni”, a z drugiej potępia za bezsensowną brutalność i pornografię. Sam autor twierdzi, że jego twórczość wynika z inspiracji rzeczywistością i autentycznymi wydarzeniami.
Jego powieści zostały przetłumaczone na 24 języki i wydane w 31 krajach, a część utworów zekranizowana. W 2016 otrzymał nagrodę Ripper Award (Europejską Nagrodę za Literaturę Kriminalą).

## Twórczość

### Powieści wydane w Polsce
- Terapia – ISBN 978-83-241-6642-8.
- Makabryczna gra – ISBN 978-83-60376-92-8.
- Śmierć ma 143 cm wzrostu – ISBN 978-83-61299-18-9.
- Klinika – ISBN 978-83-61299-69-1.
- Odłamek – ISBN 978-83-61299-16-5.
- Kolekcjoner oczu – ISBN 978-83-62343-40-9.
- Pasjonat oczu – ISBN 978-83-7778-287-3.
- Pasażer 23 – ISBN 978-83-241-6788-3.
- Odcięci (z Michaelem Tsokosem) – ISBN 978-83-241-6031-0.
- Przesyłka – ISBN 978-83-241-6788-3.
- Ostatnie dziecko – ISBN 978-83-241-6516-2.
- Lot 7A – ISBN 978-83-241-7031-9.
- Noc ósma – ISBN 978-83-241-6716-6.
- Łamacz dusz – ISBN 978-83-241-6834-7.
- Pacjent – ISBN 978-83-241-6994-8.
- W amoku – ISBN 978-83-241-7462-1.

### Ekranzacje
- Das Kind, 2012
- Das Joshua-Profil, 2018
- Abgeschnitten, 2018
- Amokspiel, 2018
- Passagier 23 – Verschwunden auf hoher See, 2018

### Powieści wydane w Niemczech
- Die Therapie ISBN 3-426-63309-4.
- Amokspiel ISBN 978-3-426-63718-0.
- Das Kind ISBN 978-3-426-19782-0.
- Der Seelenbrecher ISBN 3-426-63792-8.
- Splitter ISBN 3-426-19847-9.
- Der Augensammler ISBN 3-426-19851-7.
- P.S. Ich töte dich (jeden z autorów) ISBN 978-3-426-19897-1.
- Der Augenjäger ISBN 978-3-426-19881-0.
- Nicht einschlafen
- Abgeschnitten (z Michaelem Tsokosem) ISBN 978-3-426-19926-8.
- Der Nachtwandler ISBN 978-3-426-50374-4.
- Noah ISBN 978-3-7857-2482-8.
- Passagier 23 ISBN 978-3-426-19919-0.
- Das Joshua-Profil ISBN 978-3-7857-2545-0.
- Die Blutschule (pod pseudonimem Max Rhode) ISBN 978-3-404-17267-2.
- Das Paket ISBN 978-3-426-19920-6.
- AchtNacht ISBN 978-3-426-52108-3.
- Flugangst 7A ISBN 978-3-426-19921-3.
- Pupsi und Stinki (z rysunkami Jörna Stollmanna) ISBN 978-3-629-14237-5.
- Der Insasse ISBN 978-3-426-28153-6.
- Das Geschenk ISBN 978-3-426-28154-3